# León IV (papa)
León IV (Roma, ¿?-17 de julio de 855) fue el 103.er papa de la Iglesia católica, de 847 a 855.
Arcipreste con Gregorio IV y subdiácono con Sergio II, León era cardenal cuando fue elegido papa por unanimidad. 
Su acceso al pontificado vino marcado por el saqueo de Roma a manos de los sarracenos en 846. 
La ciudad sólo contaba con la defensa que le proporcionaba la muralla que el emperador Aureliano construyó en el siglo III y que no incluía la colina Vaticana donde a comienzos del siglo IV se construyó la primera basílica de San Pedro donde se acumulaban los tesoros de la Iglesia. El saqueo del tesoro y la profanación que sufrió la propia tumba del apóstol hizo que León IV iniciara el amullaramiento de la colina Vaticana y la zona en torno a la Basílica de San Pedro dando lugar a lo que hoy se conoce como “Ciudad Leonina”.
Asimismo alentó la formación de una liga con las ciudades bizantinas de Nápoles, Gaeta y Amalfi para crear una flota unificada con la que hacer frente a los sarracenos que asolaban la costa italiana, logrando derrotarlos en la batalla naval que tuvo lugar frente a Ostia en 849. Esta victoria fue inmortalizada por Rafael en unos frescos pintados en el Palacio Vaticano.
Este mismo pintor reflejó en su obra “Incendio del burgo”  el incendio que sufrió uno de los distritos de Roma y que según la tradición fue sofocado por el Papa milagrosamente.
En el orden doctrinal convocó y celebró durante su pontificado tres sínodos, uno de los cuales, celebrado en 850, contó con la presencia de Luis II el Joven, pero que fueron de poca importancia.
Confirmó a los venecianos su derecho a elegir al Dogo y fue el primer pontífice en datar los documentos oficiales.
Falleció el 17 de julio de 855 y fue enterrado en la Basílica de San Pedro.

## León IV en la cultura popular
- En la serie Vikingos, John Kavanagh interpreta a este papa en el noveno episodio de la cuarta temporada.
- En la película La papisa Juana (1972), Trevor Howard encarna a este santo padre.